# 솜

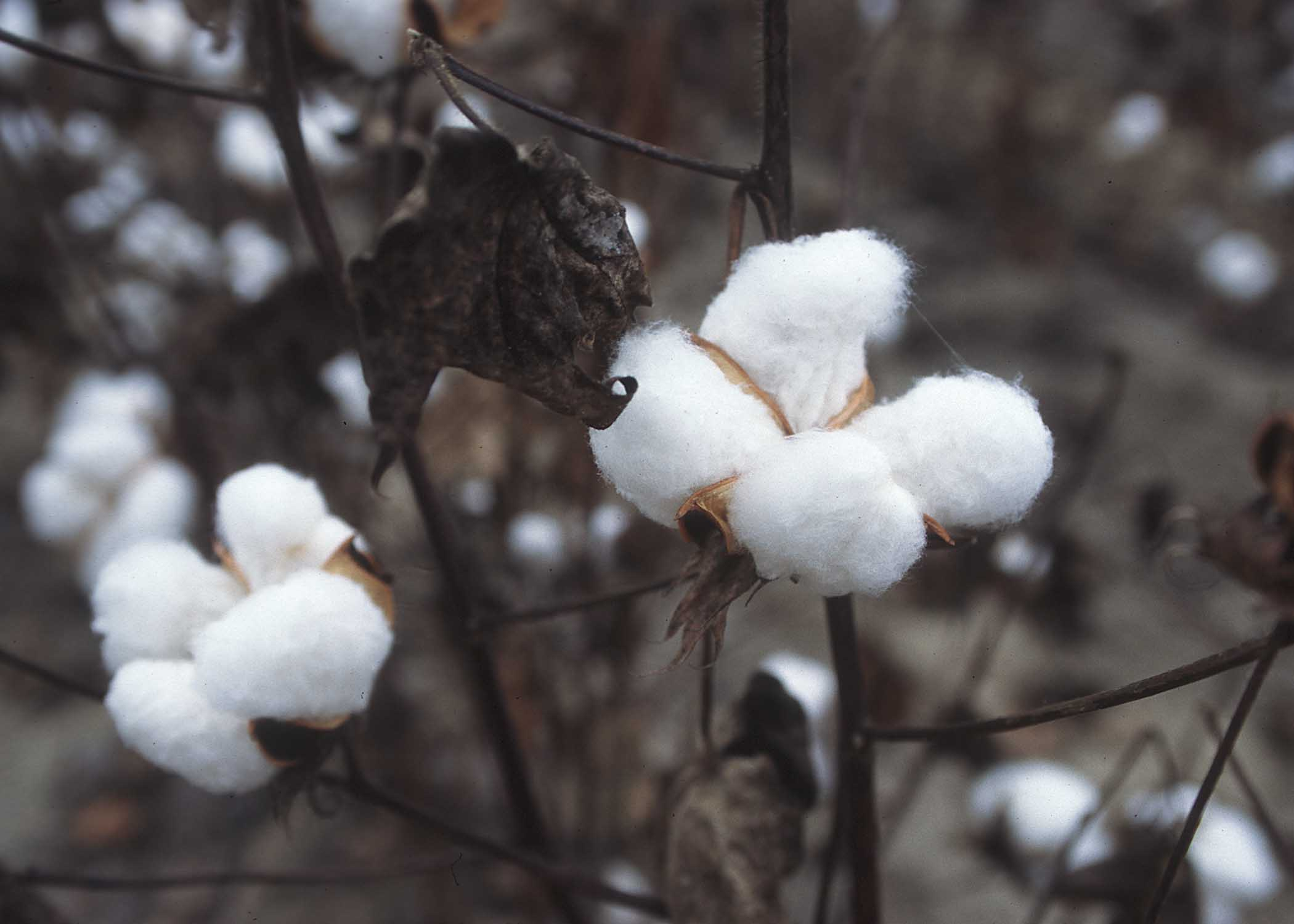
목화에 달려있는 솜

솜(Cotton)은 목화의 씨앗에 달라붙어 있는 털 모양의 흰색 섬유질이다. 실을 만드는 데 사용되거나 이불 솜처럼 씨앗을 뺀 솜을 사용하기도 한다. 면화 또는 면(綿)이라고도 한다.
솜의 최초의 의학적 사용은 영국 버밍엄의 퀸스 병원에서 조셉 샘슨 갬지에 의해 이루어졌다. 대부분의 솜은 인도, 미국 또는 중국에서 생산된다. 면화 식물은 잘 자라기 위해 무거운 토양을 선호한다. 계절적으로 건조한 열대 지역이나 아열대 지역과 같은 좋은 위치가 완벽하다.

## 경작
좋은 솜 경작을 위해서는 긴 무상기간과 충분한 햇살, 고른 비(600mm에서 1200mm 사이)가 필요하다.

## 역사

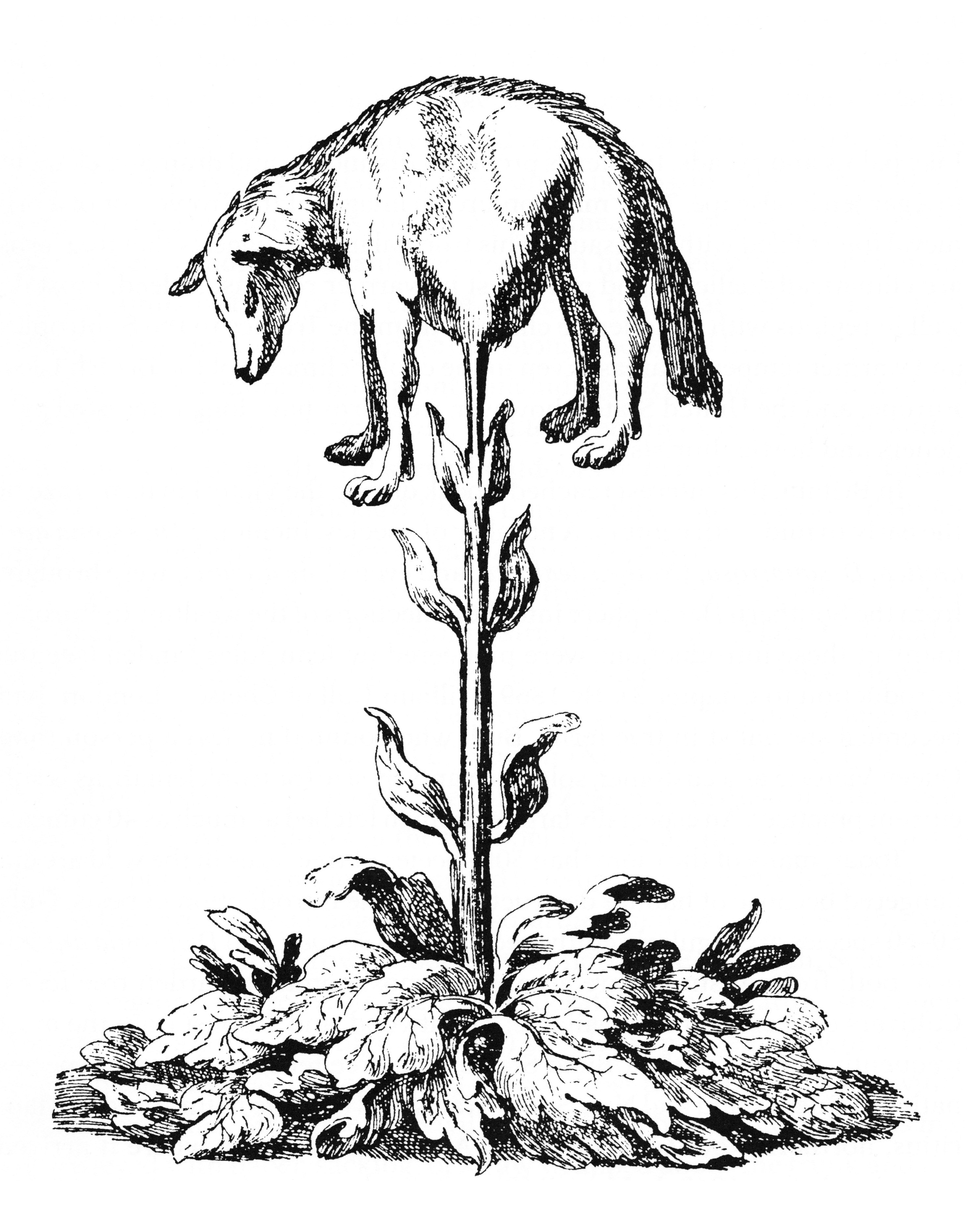
바로메츠의 모습. 그래서 솜은 종종 땅에서 나는 양털로 묘사되었다.

인더스 문명에서는 기원전 5000년 - 기원전 4000년 무렵부터 솜을 사용하였다. 인도에서는 근대에 이르기까지 매우 발달된 면직 기술을 보유하고 있었다.
파키스탄을 중심으로한 중앙아시아 지역이 원산지로 추정되는 목화는 900년 경 스페인에 1300년 경에는 중국, 한국, 일본에까지 전파되었다. 콜럼버스 이전 아메리카 대륙에도 여러 종의 토착 목화가 자라고 있었으며, 원주민들은 면화로 직조하여 옷과 여러 물품들을 제작하였다. 페루 북부에는 Gossypium raimondii 종의 목화가 자생하였다. 미국의 독립 후 미국 남부의 주요 생산물 중 하나가 되었다.

### 한국
1363년, 문익점이 원나라를 통해 고려로 들여왔다. 산청군 사월리 에서 처음 경작하기 시작하여, 10년이 채 되지않아 한반도 전역에 퍼져나갔다.

## 국제 무역
2009년 기준으로, 솜의 최대 생산국은 중국과 인도다.

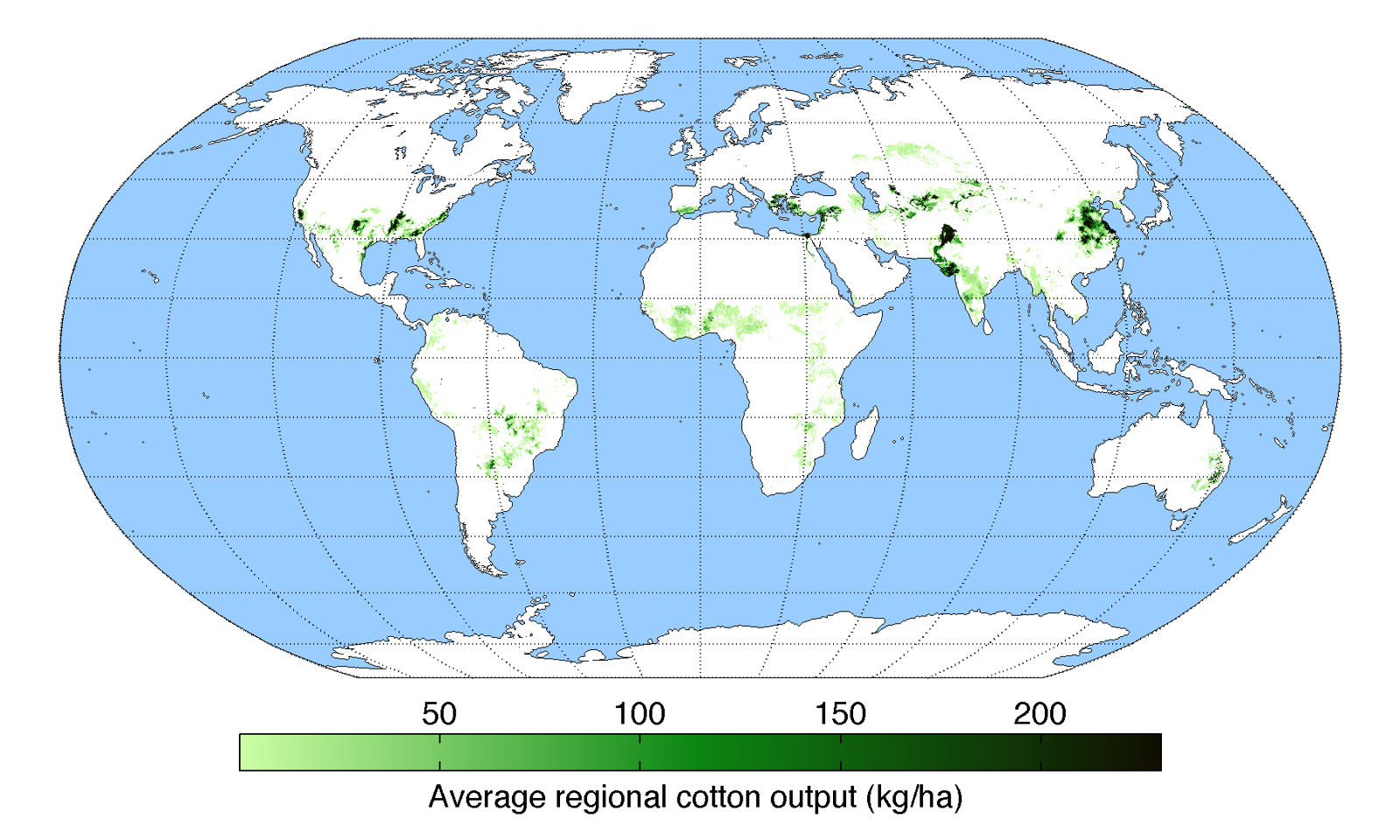